# Valtorta (Lombardei)
Valtorta (im lokalen Dialekt Altòrta) ist eine norditalienische Gemeinde (comune) mit 236 Einwohnern (Stand 31. Dezember 2023) in der Provinz Bergamo in der Lombardei. Der Ort liegt im Val Stabino etwas abseits des Val Brembana etwa 50 Kilometer von der Provinzhauptstadt Bergamo entfernt an der Grenze zur Provinz Lecco und zur Provinz Sondrio.
Von Valtorta aus führt eine Seilbahn zum Skigebiet Piani di Bobbio (Valsassina).